# Ursoaia (okręg Valsui)
Ursoaia – wieś w Rumunii, w okręgu Vaslui, w gminie Ivănești. W 2011 roku liczyła 277 mieszkańców.